# Piero Rismondo
Piero Rismondo (* 15. Februar 1905 in Triest, Österreich-Ungarn; † 9. Februar 1989 in Klagenfurt am Wörthersee) war ein Schriftsteller, Theaterdirektor, Regisseur und Journalist.

## Leben
Pieros Eltern waren Karoline Flohr und Antonio Rismondo, Eigentümer und Generaldirektor der österreichischen Dampfschifffahrtsgesellschaft „Navigatione Fratelli Rismondo“, die spätere Schifffahrtsgesellschaft „Dalmatia“. Piero wuchs in Wien auf und begann seine journalistische Laufbahn in den 1920er Jahren.
Rismondos Stück “Grillparzer. Fünf Alte aus einem österreichischen Drama” (Neufassung 1947 unter dem Titel “Der Herr Hofrat. Fünf Akte aus dem Leben Grillparzers”) wurde 1936 im Theater „Die Komödie“ in der Johannesgasse (der späteren „Insel“, dem heutigen Metro-Kino) mit Schauspielern des Volkstheaters uraufgeführt, das Rismondo in der Absicht geschrieben hatte, in einer Zeit wachsender Bedrohung Österreichs durch den Nationalsozialismus am Beispiel einiger Stationen im Leben des österreichischen Dichters Franz Grillparzers eine Art österreichisches Diagramm zu geben. Darauf deutete auch der ursprüngliche Untertitel, “… aus einem österreichischen Drama”, hin. In dieser Absicht wurden einige Figuren zu Symbolen synthetisiert (der Baron, der Hofrat) und bewusst einige Anachronismen konstruiert.
Ab 1938 lebte Rismondo in der Emigration in Jugoslawien, von 1945 bis 1952 war er Schauspielleiter und Regisseur des Narodno Kazalište (Teatro Verdi) in Rijeka. Ab 1952 lebte er wieder in Wien.
Rismondo galt als „Antifaschist der ersten Stunde“, „Altösterreicher“, „Doyen der Wiener Theaterkritiker“. „Piero, il Grande“ wurde Piero Rismondo in der Presse bezeichnet, deren Kulturredakteur und Leiter der Kulturabteilung er von 1954 bis 1978 war. 1954 bis 1961 war er dort Kultur- und Literaturredakteur, von 1961 bis 1970 Theaterkritiker und Feuilletonist. Rismondo verfasste bis zu seinem Ableben 1989 Theaterkritiken für das Theatermagazin Die Bühne. Die letzte Kritik erschien zur Uraufführung von Heldenplatz von Thomas Bernhard.
Rismondo war kongenialer Übersetzer von Italo Svevo, den er im deutschen Sprachraum bekannt machte, ebenso wie von Luigi Pirandello, Alberto Moravia und Carlo Goldoni.
Rismondo war ab 1957 Mitglied der Freimaurerloge Gleichheit und wechselte 1977 in die Loge Zu den 3 Lichtern.

## Werke
- “Grillparzer. Fünf Alte aus einem österreichischen Drama” 1936 (UA in der „Komödie“ in der Johannesgasse)
- Raimund, 1937
- Der Herr Hofrat, 1947 (Neufassung von Grillparzer, EA am Wiener Volkstheater)
- Das unsichtbare Volk, 1947
- Michaelerplatz, 1966
- Einfälle und Ausfälle, 1978 (Essays)

## Übersetzungen
- Italo Svevo
  - Zeno Cosini
  - Ein Mann wird älter – Senilita
  - Ein Leben – Una vita
  - Kurze sentimentale Reise – Cortlo viaggio sentimentale, 1949
  - Die Novelle vom guten alten Herrn und vom schönen Mädchen – La novella del buon vecchio e della bella fanciulla, 1954

- Alberto Moravia
  - Ich und Er,
  - Die Verachtung verfilmt von Jean-Luc Godard (Originaltitel: Il disprezzo, Rowohlt, Reinbek bei Hamburg 1990, ISBN 3-499-15627-X),
  - Ein anderes Leben

- Carlo Goldoni, Die Trilogie der Sommerfrische
- Luigi Pirandello, 
  - Einer, keiner, Hunderttausend
  - Mattia Pascal
- Michele Prisco, Gefährliche Liebe
- Alba de Céspedes, Die Bambolona – La Bambolona
- Paolo Volponi, Ich, der Unterzeichnete – Memoriale

## Auszeichnungen
- 1966 Cavaliere officiale dell ordine al merito della Republica Italiana
- 1969 Silbernes Ehrenzeichen für Verdienste um die Republik Österreich
- 1975 Grillparzer-Ring
- 1976 Preis für deutsch-italienische Studien  (Vicenza)
- 1978 Goldenes Verdienstzeichen des Landes Salzburg
- 1979 Goldenes Ehrenzeichen für Verdienste um das Land Wien
- 1979 Erster Träger des Österreichischen Staatspreises für Kulturpublizistik (gemeinsam mit Günther Anders)[5]
- 1985 Robert-Musil-Medaille
- 1986 Ehrenmedaille der Bundeshauptstadt Wien in Gold
- 1986 Österreichischer Staatspreis für literarische Übersetzung